# Dariusz Szpakowski
Dariusz Jan Szpakowski (ur. 15 maja 1951 w Warszawie) – polski dziennikarz i komentator sportowy, doradca zarządu Telewizji Polskiej do spraw sportowych (od 2023).
Od 1976 za pośrednictwem radia, a później telewizji relacjonuje wydarzenia sportowe, przede wszystkim piłkarskie, w tym igrzyska olimpijskie, mistrzostwa świata, mistrzostwa Europy i Ligę Mistrzów.
W latach 1978–2022 skomentował ponad sto meczów w ramach dwunastu turniejów finałowych piłkarskich mistrzostw świata; w latach 1980–2024 relacjonował też spotkania jedenastu turniejów finałowych piłkarskich mistrzostw Europy (oprócz Euro 2008), a w latach 1980–2024 wydarzenia z osiemnastu igrzysk olimpijskich (łącznie letnich i zimowych).
Po śmierci Jana Ciszewskiego w 1982 stał się najważniejszym i najpopularniejszym komentatorem sportowym w Telewizji Polskiej. Komentarze Szpakowskiego, oprócz oryginalnej barwy głosu, charakteryzują się dużą dynamiką, dodającą widowisku atrakcyjności. W 2014, za wybitne zasługi dla rozwoju polskich mediów audiowizualnych oraz osiągnięcia w działalności publicznej i pracy zawodowej został odznaczony Krzyżem Kawalerskim Orderu Odrodzenia Polski.

## Życiorys

### Wczesne lata
W młodości interesował się sportem, motoryzacją i medycyną. Grał w koszykówkę w Legii Warszawa. W 1969 ukończył XVIII Liceum Ogólnokształcące im. Jana Zamoyskiego w Warszawie. W tym samym roku rozpoczął studia w Wyższej Szkole Wychowania Fizycznego w Gdańsku-Oliwie. Przez kilka lat prowadził, czasem kosztem wykładów i ćwiczeń, uczelniany radiowęzeł Domu Studenta. Po ukończeniu WSWF rozpoczął studia magisterskie na AWF w Warszawie, pracując jednocześnie (od 1973) jako dziennikarz sportowy dla Rozgłośni Harcerskiej. Pisał też artykuły do „Świata Młodych”.
W 1976 razem z Włodzimierzem Szaranowiczem i Henrykiem Urbasiem został przyjęty do pracy na etacie w Polskim Radiu. Ich nauczycielami radiowej profesji byli Bohdan Tomaszewski i Bogdan Tuszyński, wymowy uczył natomiast Gustaw Holoubek. Sprawozdawał na antenie mecze piłkarskie, był współautorem i prowadzącym audycje Kronika sportowa, Przy muzyce o sporcie, Studio S-13. W swoim debiucie jako prowadzącego Studio S-13 podał, że w zakończonym meczu padł wynik „zero zero, do przerwy zero zero”.

Popełniłem logiczny błąd, pech jednak chciał, że na jachcie słuchał mnie szef Radiokomitetu Maciej Szczepański, który zaprosił też znajomych. Jeden z nich zapytał: „Co to za ludzie u ciebie pracują?” „Pracują? Już nie pracują”, odparł prezes, nazywany Krwawym Maćkiem. Zanosiło się na zwolnienie, ale skończyło się zawieszeniem na 57 dni.

Swój pierwszy mecz piłkarskiej reprezentacji Polski na antenie radia skomentował 24 kwietnia 1976 (0:2 z Francją). W charakterze sprawozdawcy radiowego komentował na antenie mecze piłkarskie MŚ 1978, ME 1980 i MŚ 1982. Latem 1980 po raz pierwszy w karierze przekazywał relacje z igrzysk olimpijskich. Z PR rozstał się w 1982.

### Kariera w telewizji
W 1983 został zatrudniony w redakcji sportowej Telewizji Polskiej; 17 kwietnia skomentował swój pierwszy mecz piłkarski w telewizji, który był zarazem meczem piłkarskiej reprezentacji Polski (1:1 z Finlandią).
Komentował w TVP spotkania dziesięciu edycji piłkarskich mistrzostw świata (MŚ 1986, MŚ 1990, MŚ 1994, MŚ 1998, MŚ 2002, MŚ 2006, MŚ 2010, MŚ 2014, MŚ 2018 i MŚ 2022), dziesięciu edycji piłkarskich mistrzostw Europy (ME 1984, ME 1988, ME 1992, ME 1996, ME 2000, ME 2004, ME 2012, ME 2016, ME 2020 i ME 2024).
Na antenie TVP wielokrotnie był gospodarzem czy gościem studio przy różnej rangi wydarzeniach sportowych. Prowadził też Studio Sport, programy Sportowa niedziela i Sportowa sobota, a od 2006 swój autorski magazyn piłkarski 4-4-2 nadawany przez TVP Sport. Komentował mecze ekstraklasy, Pucharu Polski, Copa América 2011, 2015, Puchar Konfederacji 2013, 2017. Pucharu Europy, Ligi Mistrzów (w latach 1992–2009 i 2012–2021; łącznie skomentował dwadzieścia pięć meczów finałowych LM), Pucharu Zdobywców Pucharów, Pucharu UEFA, Ligi Europy i spotkania reprezentacji Polski.
W październiku 1990, rozpoczynając relacjonowanie spotkania Anglia – Polska w ramach eliminacji Euro 1992 ze stadionu Wembley, powitał widzów słowami: „Ze stadionu Wembley wita państwa Dariusz Ciszewski!”.
W połowie lat 90. XX wieku zaproponowano mu szefostwo redakcji sportowej Canal+ Polska. Nie zdecydował się, polecając na to miejsce Janusza Basałaja. Kilka lat później otrzymał od Mariusza Waltera ofertę przejścia do TVN, którą również odrzucił.

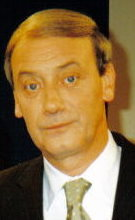
Dariusz Szpakowski

W sierpniu 2002 został przez prezesa TVP Roberta Kwiatkowskiego odsunięty od komentowania. Praca Szpakowskiego została ograniczona do pojawiania się raz w tygodniu w porannym programie Kawa czy herbata?, w 2003 przez pięć miesięcy był wydawcą programu Tylko futbol. Współpracował też z „Tygodnikiem Kibica”. Rolę pierwszego komentatora w telewizji przejął szef sportu w TVP1 Janusz Basałaj, którego Szpakowski oskarżył o to, jakoby to odsunięcie było jego osobistą decyzją. Szpakowski do pracy komentatora został przywrócony przez Basałaja w marcu 2004, po odejściu prezesa Kwiatkowskiego. Pierwszym skomentowanym przezeń po przerwie meczem był półfinał Ligi Mistrzów Chelsea FC – AS Monaco (2:2) w maju 2004.
W 2008 użyczył swojego głosu w kampanii reklamowej Polskiej Organizacji Turystycznej Pochwalmy się Polską.
We wrześniu 2009 w trakcie drugiej połowy meczu eliminacji MŚ 2010 Słowenia – Polska (3:0) wygłosił dziesięciominutowy monolog, w którym mocno krytykował trenera Leo Beenhakkera i zawodników reprezentacji za postawę w nieudanych eliminacjach, odnosząc się też do słabego poziomu całej polskiej piłki. Przemowa odbiła się w Polsce szerokim echem, zyskując tytuł Beenhakkera pamięci żałobny rapsod.
W lipcu 2014, komentując mecz ćwierćfinałowy MŚ Argentyna – Belgia kilkukrotnie pomylił Leo Messiego z Diego Maradoną.
W marcu 2016 założył konto na portalu społecznościowym Twitter. W dwa dni dodało go do obserwowanych kilkanaście tysięcy użytkowników.
Prócz futbolu komentował też inne dyscypliny: hokej na lodzie (na zimowych igrzyskach począwszy od 1984 w Sarajewie), kajakarstwo i wioślarstwo (na letnich igrzyskach w 1988 w Seulu,  1992 w Barcelonie, 2008 w Pekinie, 2012 w Londynie, 2016 w Rio de Janeiro, 2020 w Tokio i 2024 w Paryżu), okazjonalnie również koszykówkę, boks, kolarstwo szosowe i torowe oraz pływanie. Bywał gospodarzem studia podczas meczów piłki ręcznej i skoków narciarskich.
W czerwcu 2023 zrezygnował z pracy w Telewizji Polskiej, choć był tam później niejednokrotnie zapraszany do magazynów o tematyce sportowej w roli niezależnego eksperta. W grudniu tego samego roku ponownie związał się umową z TVP. W dniu 22 grudnia 2023 ogłoszono, że został on doradcą Telewizji Polskiej do spraw sportowych, a także ma ponownie powrócić do komentowania wydarzeń sportowych, głównie tych związanych z piłką nożną.

## Życie prywatne
Jego żoną jest aktorka Grażyna Strachota. Mają dwie córki – Julię (ur. 1993) i Gabrielę (ur. 1999).
Jako kibic piłkarski sympatyzuje z Legią Warszawa. Rekreacyjnie uprawia wędkarstwo.

## Filmografia
- Piłkarski poker (1988) – komentator
- Pięć minut przed gwizdkiem (1988) – sprawozdawca sportowy, ponadto konsultant przy tworzeniu filmu
- Złotopolscy (1998) – dziennikarz (odc. 13)
- Klan (2002) – sprawozdawca sportowy (głos, odc. specjalny)
- Lubański... legenda futbolu (2007) – narrator (głos), ponadto współreżyser filmu (z Zygmuntem Lenkiewiczem)
- Samo życie (2002–2010) – komentator meczu (głos, odc. nieznany)
- Piorun (2008) – (głos)
- Piąty stadion (2012–2014) – komentator meczów (głos)
- Zambezia (2012) – (głos)
- Mundial. Gra o wszystko (2013) – on sam
- Piłkarzyki rozrabiają(2013) – komentator (głos)
- Barwy szczęścia (2016, 2017, 2019) – dziennikarz (odc. 1438, 2030 i 2084), komentator sportowy (odc. 1522 i 1690)
- Trzecia połowa (2018) – komentator sportowy (głos)
- Lepsza połowa (2019) – komentator sportowy (głos)

## Gry komputerowe
W 2005 razem z Włodzimierzem Szaranowiczem użyczył swojego komentarza polskiej wersji komputerowego symulatora piłkarskiego z serii FIFA – FIFA 06. Do tej pory jego głos nagrano do dziewiętnastu gier z tej serii (FIFA 06, FIFA 07, 2006 FIFA World Cup, FIFA 08, FIFA 09, FIFA 10, FIFA 11, FIFA 12, UEFA Euro 2012, FIFA 13, FIFA 14, FIFA World, FIFA 15, FIFA 16, FIFA 17, FIFA 18, FIFA 19, FIFA 20 oraz FIFA 21). Od 2015 i gry FIFA 16 komentatorskim partnerem Szpakowskiego został Jacek Laskowski. Wraz z premierą gry FIFA 22 w październiku 2021 głos Szpakowskiego przestał być wykorzystywany, a jego miejsce zajął Tomasz Smokowski.
Kilka lat wcześniej użyczył swojego głosu komentatora również do komputerowych symulatorów skoków narciarskich: Skoki narciarskie 2002: Polskie złoto, Skoki narciarskie 2003: Polski orzeł i Skoki narciarskie 2005.

## Odznaczenia i wyróżnienia
- Srebrny Krzyż Zasługi (1999)[44]
- Piłkarski Oscar Canal+ – najlepszy komentator telewizyjny (2000)[45]
- mosiężna tablica z nazwiskiem odsłonięta w Złotym Kręgu Gloria Optimis AWF Warszawa (2011)[46]
- Super Wiktor za całokształt twórczości (2013)[47]
- Krzyż Kawalerski Orderu Odrodzenia Polski (2014)[48][6]
- Telekamera w kategorii Komentator sportowy (2016[49], 2017[50], 2018[51])
- Złota Telekamera w kategorii Komentator sportowy (2019)[52]
- Nagroda specjalna od FIFA (miniaturowy Puchar Świata) (2022)[53]
- Krzyż Komandorski Orderu Odrodzenia Polski (2024)[54]